# Alcida-et-Dauversière
Pour les articles homonymes, voir La Dauversière.
Alcida-et-Dauversière est un village du comté de Gloucester, dans le Nord-Est de la province canadienne du Nouveau-Brunswick. Il est une autorité taxatrice du DSL de la paroisse de Beresford.

## Géographie

### Situation
Alcida-et-Dauversière est situé à 27 kilomètres de route au nord-ouest de Bathurst, au pied des Appalaches. Le quartier principal, Alcida, est situé à l'est tandis que Dauversière est à l'ouest. La Petite rivière aux Ormes passe par Alcida et la rivière Nigadoo coule au sud du village. Une portion de la zone naturelle protégée des Gorges de la rivière Jaquet est comprise dans le territoire, au nord-ouest. Le village est accessible via l'autoroute 11 ou la gare de Petit-Rocher, quelques kilomètres plus loin à l'est. L'Aéroport de Bathurst est à 25 kilomètres au sud. Il y a un centre de santé communautaire, des écoles et des commerces à Petit-Rocher.

### Logement
La paroisse comptait 2633 logements privés en 2006, dont 2445 occupés par des résidents habituels. Parmi ces logements, 89,6 % sont individuels, 4,3 % sont jumelés, 0,0 % sont en rangée, 2,7 % sont des appartements ou duplex et 1,8 % sont des immeubles de moins de cinq étages. Enfin, 1,4 % des logements entrent dans la catégorie autres, tels que les maisons-mobiles. 88,5 % des logements sont possédés alors que 11,5 % sont loués. 68,1 % ont été construits avant 1986 et 12,9 % ont besoin de réparations majeures. Les logements comptent en moyenne 6,2 pièces et 0,4 % des logements comptent plus d'une personne habitant par pièce. Les logements possédés ont une valeur moyenne de 70 271 $, comparativement à 119 549 $ pour la province.

## Histoire
Alcida est situé dans le territoire historique des Micmacs, plus précisément dans le district de Gespegeogag, qui comprend le littoral de la baie des Chaleurs.
La seigneurie de Népisiguit est concédée en 19 mars 1691 au Sieur Jean Gobin, un marchand de Québec; elle avait un territoire long de 12 lieues et profond de 10 lieues, à partir du littoral de la baie et probablement centré sur la rivière Népisiguit ce qui, selon William Francis Ganong, inclut le site d'Alcida-et-Dauversière. Gobin donne la seigneurie à Richard Denys de Fronsac. La seigneurie, par l'héritage à sa femme, tombe aux mains de Rey-Gaillard, qui la possédait en 1753. Cooney parle d'une concession à un certain Enaud, qui est vraisemblablement Philippe Hesnault, seigneur de Pokemouche et peut-être agent de Gobin. 
En 1825, le territoire est touché par les Grands feux de la Miramichi, qui dévastent entre 10 000 km2 et 20 000 km2 dans le centre et le nord-est de la province et tuent en tout plus de 280 personnes,.
Alcida compte un bureau de poste entre 1909 et 1948. Le village comptait autrefois aussi une école, quelques commerces, des fermes, un magasin général et une scierie. Tout cela a disparu et de plus en plus de gens quittent le village.

## Administration

### Représentation et tendances politiques
Nouveau-Brunswick: Alcida-et-Dauversière fait partie de la circonscription de Nigadoo-Chaleur, qui est représentée à l'Assemblée législative du Nouveau-Brunswick par Roland Haché, du parti libéral. Il fut élu en 1999 et réélu depuis.
 Canada: Alcida-et-Dauversière fait partie de la circonscription d'Acadie-Bathurst. Cette circonscription est représentée à la Chambre des communes du Canada par Yvon Godin, du NPD. Il fut élu lors de l'élection de 1997 contre le député sortant Doug Young, en raison du mécontentement provoqué par une réforme du régime d’assurance-emploi.

### Chronologie municipale

Évolution territoriale de la paroisse de Beresford après 1966.

- 1814: Érection de la paroisse de Beresford dans le comté de Northumberland.

- 1826: Création du comté de Gloucester à partir de la paroisse de Beresford et de la paroisse de Saumarez.

- 1826: Le comté de Restigouche, incluant les paroisses d'Addington et de Durham, est formé à partir de l'ouest de la paroisse de Beresford.

- 1837: Une partie du territoire de la paroisse de Beresford est transférée à la paroisse de Durham.

- 1881: les limites du comté sont modifiées et la paroisse s'en trouve agrandie.

- 1966 à nos jours: la municipalité du comté de Gloucester est dissoute et la paroisse de Beresford devient un district de services locaux. Une partie de la paroisse devient la ville de Beresford, les villages de Petit-Rocher, Nigadoo et Pointe-Verte ainsi que les DSL d'Alcida-et-Dauversière, de Dunlop, de Laplante, de Madran, de Nicholas-Denys, de Petit-Rocher Nord, de Petit-Rocher Sud, de Robertville, de Saint-Laurent et de Tremblay[10],[11].

## Culture
Le village possédait une petite église catholique, l'église Saint-Nazaire qui a été fermée au mois de novembre 2008 et détruite en décembre 2010
Le presbytère a été vendu.